# 1538

## Родени
- 2 октомври – Карло Боромео, италиански духовник

## Починали
- 12 февруари – Албрехт Алтдорфер, германски художник (р. 1480 г.)
- 8 юли – Диего де Алмагро, испански конкистадор